# Lovrenc Bogović
Lovrenc Bogović ali Lovre Bogović (madžarsko Bogovich Lőrinc), hrvaški (gradiščanski) menih, duhovnik in pisatelj, * 22. marec 1723, Veliki Borištof, † 12. januar 1789, Monošter.
Rodil se je v okolici Gornje Pulje (Veliki Borištof, ali Baromlak je danes Großwarasdorf) na Ogrskem. Njegovo krstno ime je bilo Jure. 12. februarja, leta 1742 so ga sprejeli frančiškani, leta 1746 je bil posvečen. V samostanu, v Novem Gradu (danes Güssing) je služil petnajst let (1749-1753; 1755-1759; 1760-1761; 1767-1771; 1779), med 1772 in 1773 je kaplanoval v Koljnofu (Kópháza). Nato je bil premeščen v Monošter, v cistercijansko opatijo, kjer so živeli porabski Slovenci. Tam je umrl v šestinšestdesetem letu starosti.
V gradiščanščini je pisal nabožne knjige za Hrvate. Njegovo največje delo je molitvenik Hizsa zlata. Hizso zlato so izdali večkrat; pomembna je bila za nabožno in narodno življenje gradiščanskih Hrvatov, saj je pomagala ohranjati hrvaški jezik in narodno identiteto. V 19. stoletju je Jožef Ficko molitvenik predelal.

## Delo
- Duhovni vertljacz, Šopron 1753. (Duševna tolažba)
- Hizsa zlata, Šopron 1755. (Zlata hiša)
- Marianszko czveche, Šopron 1757 (Marijina cvetlica z Jeremijašom Šoštarićem)